# Lophozonia cunninghamii
Nothofagus cunninghamii — один з видів нотофагусу. Таксон названий на честь ботаніків Аллана і Річарда Каннінгемів, які тривалий час займалися вивченням флори Австралії та Океанії. Належить до секції Lophozonia.
До 2013 року вид Lophozonia cunninghamii був відомий як Nothofagus cunninghamii.

## Ареал
Lophozonia cunninghamii поширений в південно-східній частині Австралії (штати Вікторія та Новий Південний Уельс) і в Тасманії.

## Опис
Цей вид належить до вічнозелених видів нотофагусу. Lophozonia cunninghamii — дерево до 40 м заввишки (рідше до 55 м) з лускатою темно-брунатною корою. Листки прості, 1,5-2 см завдовжки, молоді — червоного, помаранчевого або жовтого кольору, пізніше стають темно-зеленими. Квіти — жовто-зелені сережки. Щільність деревини — 750—880 кг/м³.
Дорослі дерева можуть витримувати підвищення температури до + 40 °С та вище і короткочасні заморозки до −15 °С, але не витримують пожеж.

## Культивування
Lophozonia cunninghamii швидко проростає з насіння і добре росте в місцях з кліматом, що схожий на тасманійський в тому числі на Північному Заході США та у Великій Британії. На Британських островах його вирощують на північ аж до узбережжя західної Шотландії.
|                         |  |  |
| Lophozonia cunninghamii |  |  |